# Andrew Parmentier
Pour les articles homonymes, voir Parmentier.
André Joseph Ghislain Parmentier, dit Andrew Parmentier, né le 3 juillet 1780 à Enghien (Belgique) et mort le 27 novembre 1830 à Brooklyn, est le premier architecte paysagiste américain[réf. souhaitée].
Il se marie le 3 mai 1813, à Tubize, avec Sylvie Parmentier (1793-1882).

C'est après de mauvaises affaires, et aidé par ses frères, qu'André Parmentier émigre aux États-Unis d'Amérique, en 1821. 
Il s'installe dans le quartier de Brooklyn à New York, où il s'occupe d'horticulture avec grand succès, créant un jardin de 12 ha.
Il est le frère de l'horticulteur Louis Joseph Ghislain Parmentier, de Joseph Parmentier, bourgmestre d'Enghien de 1800 à 1830, et l'oncle, du côté maternel, du politicien et poète Édouard Mary et du diplomate et artiste Benjamin Mary.